# Emirato del Jebel Shammar
L'Emirato di Jebal Shammar (in arabo إمارة جبل شمر‎?, Imārat Jabal Shammar), noto anche come Emirato di Ḥāʾil (in arabo إمارة حائل‎?, Imārat Ḥāʾil) è stato uno Stato che ha governato la regione del Nejd in Arabia, fra la metà del XIX secolo e il 1921. Jabal Shammar (in arabo جبل شمر‎?) in italiano significa "Montagna dello Shammar". La sua capitale era Ha'il. Esso fu guidato dalla monarchia della Dinastia degli Āl Rashīd.

## Storia

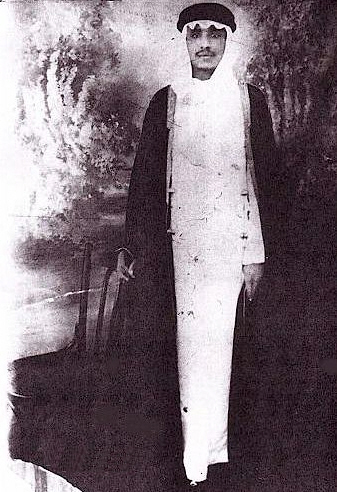
Una fotografia del giovane ʿAbd Allāh bin Rashīd, fondatore e primo emiro del Jebel Shammar.

L'Emirato del Jebal Shammar venne istituito nel 1836, e durante la maggior parte della sua esistenza fu un feudo della Dinastia saudita che aveva il controllo di Nejd. I Rashīd, capi del Jebel Shammar, erano riusciti a cacciare i sauditi da Riyāḍ nel 1891, dopo la battaglia di Mulayda. Ciò comportò l'abolizione del Secondo Stato Saudita, l'emirato di Najd, e l'incorporazione del suo territorio nel Jebel Shammar.
Mentre i sauditi erano fuori dal gioco, esiliati in Kuwait, i Rashīd cercarono legami amichevoli con l'Impero ottomano a nord, che, nel corso del XIX secolo, era tuttavia diventato sempre meno influente, man mano gli Ottomani perdevano influenza e potenza.
Nel 1902, ʿAbd al-ʿAzīz ibn Saʿūd riuscì a riconquistare Riad, e diede inizio ad una campagna per conquistare la regione - una campagna che portò grandi successi ai Sauditi. Dopo diverse scaramucce, i Rashīd ed i Sauditi s'impegnarono in una guerra su larga scala nella regione di al-Qassim, che portò ad una grave sconfitta dei Rashīd e alla morte del loro emiro ʿAbd al-ʿAziz b. Mutʿib Āl Rashīd. Ibn Saʿūd si alleò con l'Impero britannico come contromossa al fatto che il Jebel Shammar era alleato degli Ottomani.
Dalla morte dell'emiro, il Jebel Shammar andò gradualmente declinando, a causa della sconfitta dei suoi protettori ottomani nella prima guerra mondiale.
La fine dell'emirato del Jebel Shammar giunse con la conquista di al-Hāʾil nel tardo 1921. L'emirato si arrese ai sauditi il 2 novembre 1921 e venne successivamente incorporato nel sultanato del Najd.

## Emiri del Jebel Shammar
1. ʿAbd Allāh I bin Rashīd (in arabo عبدالله بن رشيد‎?). ʿAbd Allāh giunse al potere guidando una rivolta (assieme a suo fratello principe ʿUbayd Āl Rashīd) contro il regnante di Ha'il, Muḥammad bin ʿAlī, che era un membro dei Jaʿfar al-Shammarī. Come capo, ʿAbd Allāh elogiato per aver portato pace e stabilità sia ad Hāʾil sia alle regioni circostanti, fu candidato dal fratello, il principe ʿUbayd, esigendo che la successione sarebbe dovuta rimanere nell'ambito della loro famiglia.
2. Ṭalāl bin ʿAbd Allāh (in arabo ﻃﻠﺎل بن عبدالله‎?). Figlio di ʿAbd Allāh, Ṭalāl viene ricordato per il suo relativo liberalismo e interesse nel creare progetti. Durante il suo regno venne completato il Palazzo Barzan ad Hāʾil. Egli instaurò regolari commerci con l'Iraq, ed estese la sfera d'influenza dei Rashīd:"Gli abitanti di Qassim, stanchi della tirannia wahhabita, volsero lo sguardo verso Ṭalāl, che aveva già dato un asilo generoso e inviolabile ai numerosi esuli politici di quel distretto. Iniziarono delle trattative segrete, e in un momento favorevole, tutte le alture di quella provincia, vennero annessa all'Emirato del Jebel Shammar a suffragio universale e unanime" (William Gifford Palgrave, 1865: 129). Ṭalāl era considerato tollerante verso gli stranieri, compresi i commercianti di Hāʾil: "Molti di questi commercianti erano sciiti, odiati dai sunniti e doppiamente odiati dai Wahhabiti. Ma Ṭalāl non riuscì a percepire le loro discrepanze religiose, e mise a tacere tutti i mormorii dando segni di particolare favore nei confronti di questi dissidenti Wahhabiti, anche per i vantaggi che la loro presenza procurò a lungo alla città ". (William Gifford Palgrave, 1865: 130)  Negli anni 1860, controversie interne nella dinastia saudita permisero ai Rashīd e Impero ottomano di cacciarli dalle loro terre. I Rashīd occuparono la capitale saudita di Riyāḍ nel 1865 e costrinsero i capi dei Saʿūd all'esilio. Ṭalāl poi morì in una sparatoria che venne definita "misteriosa". Charles Doughty, nel suo libro Travels in Arabia Deserta, scrive che Ṭalāl si suicidò. Ṭalāl lasciò sette figli, ma il più anziano, Bandar, aveva solo 18 o 20 anni quando suo padre morì.
3. Mutʿib I bin ʿAbd Allāh (in arabo متعب بن عبدالله‎?). Giovane fratello di Ṭalāl, venne supportato dai membri anziani della famiglia Rashīd e dallo Shaykh del Jebel Shammar. Dopo un solo anno, venne ucciso nel Palazzo Barzan da suo nipote e successivo emiro, Bandar. La versione dell'evento di Doughty è che Bandar e Badr, il secondo figlio, spararono una pallottola d'argento per uccidere lo zio perché sapevano che portava un amuleto che lo proteggeva contro il piombo.
4. Bandar bin Ṭalāl (in arabo بندر بن طلال‎?). Regnò solo per un breve periodo in quanto venne ucciso da suo zio, Muḥammad, fratello di Mutʿib. Bandar sposò la vedova di suo zio ed ebbe un figlio da lei.
5. Muḥammad I bin ʿAbd Allāh (in arabo محمد بن عبدالله‎?). Uno scontro al di fuori di Hāʾil con suo nipote, il giovane emiro Bandar, si concluse con l'uccisione di Bandar da parte di Muḥammad. Muḥammad poi continuò il suo viaggio verso Hāʾil e si presentò come il nuovo emiro. Al fine di evitare la possibile vendetta, Muḥammad ordinò di uccidere tutti i fratelli di Bandar (i figli di Ṭalāl), i cugini (i figli della sorella di Ṭalāl), e i loro schiavi e servi. Solo uno dei figli di Ṭalāl, Nāyf, sopravvisse. Nonostante l'inizio infausto, il suo governo si rivelò il più lungo nella storia della dinastia Rashīd. Il suo regno divenne "un periodo di stabilità, espansione e prosperità"[2] La sua espansione raggiunse al-Jawf e Palmira, a nord, e Tayma e Khaybar a ovest. Nel 1891, dopo una ribellione, ʿ Abd al-Raḥman b. Fayṣal b. Turki Āl Saʿūd lasciò Riyāḍ. La famiglia Saʿūd, compreso il decenne ʿAbd al-ʿAziz Āl Saʿūd, si recò in esilio in Kuwait.
6. ʿAbd al-ʿAzīz b. Mutʿib (in arabo عبدالعزيز بن متعب‎?). Figlio di Mutʿib, il terzo emiro, venne adottato da suo zio Muḥammad, nominandolo suo erede. Dopo la morte di Muḥammad, per cause naturali, ʿAbd al-ʿAzīz gli succedette senza alcuna opposizione. Comunque il suo regno non fu molto tranquillo poiché i suoi alleato Ottomani erano ormai diventati impopolari e deboli. Nel 1904, il giovane Ibn Saʿūd, futuro fondatore dell'Arabia Saudita, tornò dall'esilio con un piccolo drappello di uomini e riprese Riyāḍ. ʿAbd al-ʿAziz morì nella battaglia di Rawdat Muhanna contro Ibn Saʿūd nel 1906.
7. Mutʿib II bin ʿAbd al-ʿAzīz (in arabo متعب بن عبدالعزيز‎?). Succedette a suo padre ma non riuscì a conquistare il supporto dell'intera famiglia e, entro un anno, venne ucciso da Sulṭān bin Ḥammūd.
8. Sulṭān bin Ḥammūd (in arabo سلطان بن حمود‎?). Nipote di ʿUbayd (fratello del primo emiro), venne criticato per aver ignorato il patto fra suo nonno ed il primo Emiro. Non ebbe successo nella guerra contro Ibn Saʿūd, e venne ucciso da suo fratello.

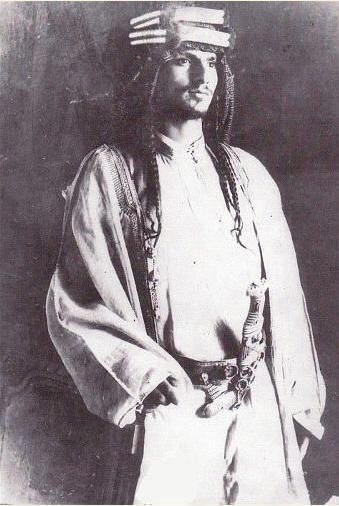
Fotografia di Saʿūd I bin ʿAbd al-ʿAzīz, nono emiro del Jabal Shammar.

1. Saʿūd I bin Ḥammūd (in arabo سعود بن حمود‎?). Altro nipote di ʿUbayd, Saʿud venne ucciso da un parente di Saʿud bin ʿAbd al-ʿAzīz, il decimo emiro.
2. Saʿūd I bin ʿAbd al-ʿAzīz (in arabo سعود بن عبدالعزيز‎?). Aveva dieci anni quando divenne emiro sotto la tutela di un suo parente del ramo materno, della tribù Al Sabhan, fino al raggiungimento della maggiore età, secondo le leggi di Emara. Nel 1920, venne assassinato da suo cugino, ʿAbd Allāh bin Ṭalāl (un fratello del dodicesimo emiro). Due delle sue vedove si risposarono con ʿAbd al-ʿAzīz: Nora bint Al Ḥammūd Sabhan divenne la sua ottava moglie e Fahda bint Asi Al Shuraim, del gruppo Abde dei Shammar, divenne la sua nona moglie. Quest'ultima fu madre del re ʿAbd Allāh.
3. ʿAbd Allāh II bin Mutʿib (in arabo عبدالله بن متعب‎?); morto nel 1947. Figlio del settimo emiro, si arrese a ʿAbd al-ʿAzīz nel 1921, dopo essere salito al trono l'anno prima, all'età di tredici anni.
4. Muḥammad II bin Ṭalāl (in arabo محمد بن طلال‎?); morto nel 1954). Nipote di Nāyef, fu l'unico figlio sopravvissuto di Ṭalāl, il secondo emiro. La moglie di Muḥammad bin Ṭalāl, Nūra bint Sibban, si risposò il re ʿAbd al-ʿAzīz dopo essere stata imprigionata da lui. Arresasi al sovrano, Wafta, una delle figlie di Muḥammad bin Ṭalāl sposò il quindicenne principe saudita Musāʿid bin ʿAbd al-ʿAzīz. I due divennero i genitori del principe Fayṣal bin Musāʿid, l'assassino di re Fayṣal.[3]